# Ignaz Albert von Riegg

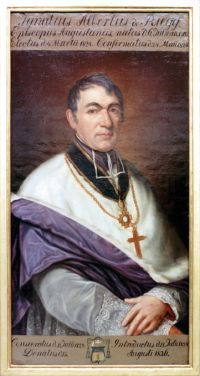
Ignaz Albert von Riegg, Porträt aus der Bischofsgalerie im Augsburger Dom

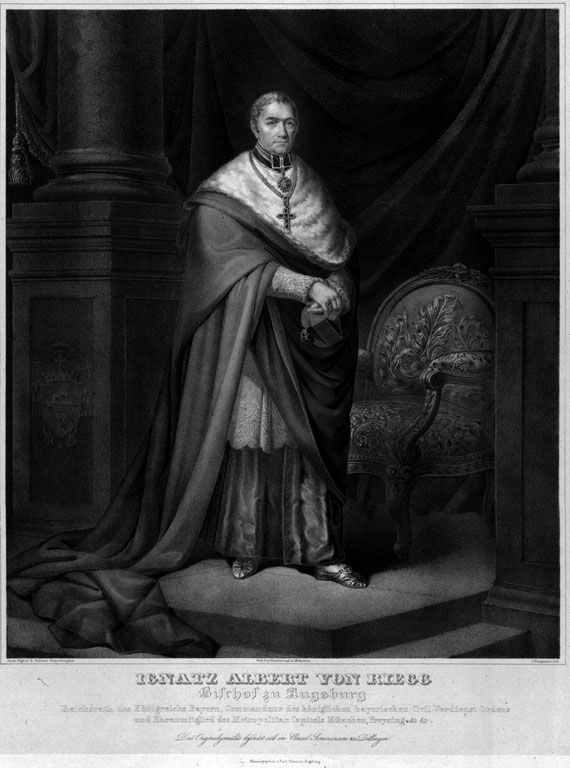
Ignaz Albert von Riegg

Ignaz Albert Riegg, ab 1824 Ritter von Riegg, (* 6. Juli 1767 in Landsberg am Lech; † 15. August 1836 in Augsburg) war von 1824 bis 1836 Bischof von Augsburg.

## Leben und Wirken
Joseph Ignaz Alexius, so seine Taufnamen, war das neunte Kind des Weißgerbers und Bürgermeisters von Landsberg Ignaz Riegg und seiner Ehefrau Theresia, geb. Schilk. Nach dem frühen Tod der Mutter heiratete der Vater ein zweites und später ein drittes Mal. Aus diesen Verbindungen gingen insgesamt 20 Kinder hervor. Der Junge besuchte zunächst die Volksschule, dann die Lateinschule in Landsberg und ab 1781 das Stiftsgymnasium im Chorherrenstift Polling. 1785 beendete er seine Schullaufbahn am (heutigen) Wilhelmsgymnasium München. Mit 18 Jahren trat er in die Kommunität der Augustinerchorherren ein und erhielt den Ordensnamen Ignaz Albert, der ihm fortwährend blieb. Am 6. Juli 1788 legte er die Ordensgelübde ab. Die Priesterweihe empfing er am 29. September 1790. Nur für wenige Monate übernahm der junge Geistliche die Seelsorge in der Pfarrei Oderding, die er vom Kloster aus versehen konnte. Bereits am 6. November 1791 ging er nach München und 1794 an das Lyzeum nach Neuburg an der Donau, wo er als Lehrer für Mathematik und Physik wirkte. 1798 wurde Riegg Rektor des Lyzeums, das jedoch ein Jahr später aufgelöst wurde. Folgend übernahm er die Direktion des Studienseminars, ferner die Verantwortung für das nur kurze Zeit bestehende Collegium academicum Nobilium.
1803 übernahm er die Pfarrei von Allersberg (Diözese Eichstätt), die er von einem, von ihm bezahlten ständigen Vikar unterhalten ließ. Wenige Wochen später wurde Riegg zum Ober-Schul- und Studiencommisär der Provinz Neuburg a. d. Donau befördert. Die Oberaufsicht über die sich in Neuburg a. d. Donau befindende pfalz-neuburgische Provinzialbibliothek wurde ihm August 1804 übertragen und zugleich im Dezember desselben Jahres die seinem Wirkungskreis näherliegende Stadtpfarrei Monheim zugewiesen, die er jedoch wegen seiner anderen vielfältigen Aufgaben von einem Vikar pastorieren ließ. Zusätzlich erhielt der Geistliche im September 1805 den Rang und die Vorrechte eines wirklichen Landesdirektionsrates und das Referat in Schulsachen der gesamten Provinz Pfalzneuburg. 1807 zog er sich auf seine Pfarrei Monheim zurück, die er bis 1821 betreute.
Im Februar 1821 wurde Riegg vom König Maximilian I. Joseph zum Stadtpfarrer der Hauptkirche Unserer Lieben Frau nach München berufen und nach Errichtung des Erzbistums München und Freising zum Domkapitular I. Klasse erhoben. Der Monarch erwählte den Geistlichen zu seinem Beichtvater.
Am 4. März 1824 nominierte ihn König Maximilian I. Joseph von Bayern zum Bischof von Augsburg. Papst Leo XII. hatte Riegg am 24. Mai desselben Jahres präkonisiert. Wenige Wochen später, am 11. Juli 1824, wurde er im Dom zu München durch den Erzbischof Lothar Anselm von Gebsattel zum Bischof geweiht. Die Inthronisierung erfolgte am 18. Juli 1824 im Hohen Dom von Augsburg. Drei Tage nach seiner feierlichen Ernennung zum Bischof von Augsburg überreichte ihm der regierende König das „Ritter-Kreuz des Civilverdienstordens“, womit die Erhebung in den Personaladel der Ritterklasse verbunden war.
Der Bischof, ein Mann des Staatskirchentums, beriet König Ludwig I. hinsichtlich des Wiederaufbaus des Klosterlebens in Bayern, veranlasste die Herausgabe eines neuen Katechismus und versuchte mit Erfolg die Seelsorge in seinem Bistum zu beleben. In seine Amtszeit fiel auch die Wiedererrichtung von Benediktinerklöstern. 1834 genehmigte ihm König Ludwig I. die Eröffnung eines Priorates in Ottobeuren und der Abtei St. Stephan in Augsburg, der 1835 die sieben Jahre zuvor wieder eröffnete katholische Studienanstalt angegliedert wurde.
Im bayerischen Mischehenstreit unterstützte der Oberhirte die Anordnungen der königlichen Regierung. Er trug diesbezüglich seinen Geistlichen auf, die Forderungen seitens des Staates zu befolgen, um etwaige Zusammenstöße zu vermeiden. Demnach sollten die Pfarrer keine schriftlichen Festlegungen über die künftige katholische Kindererziehung von den Brautleuten verlangen. Waren sie jedoch nicht willens, die Kinder katholisch zu erziehen, so sollte die Trauung dem protestantischen Pfarramt überlassen werden (Witetschek o. J., S. 208).
Für seine konziliante Haltung dem bayerischen Königshaus gegenüber verlieh ihm König Ludwig I. 1830 das Commandeurkreuz des Verdienstordens der Bayerischen Krone, bereits 1824 hatte er das Ritterkreuz des Ordens erhalten.

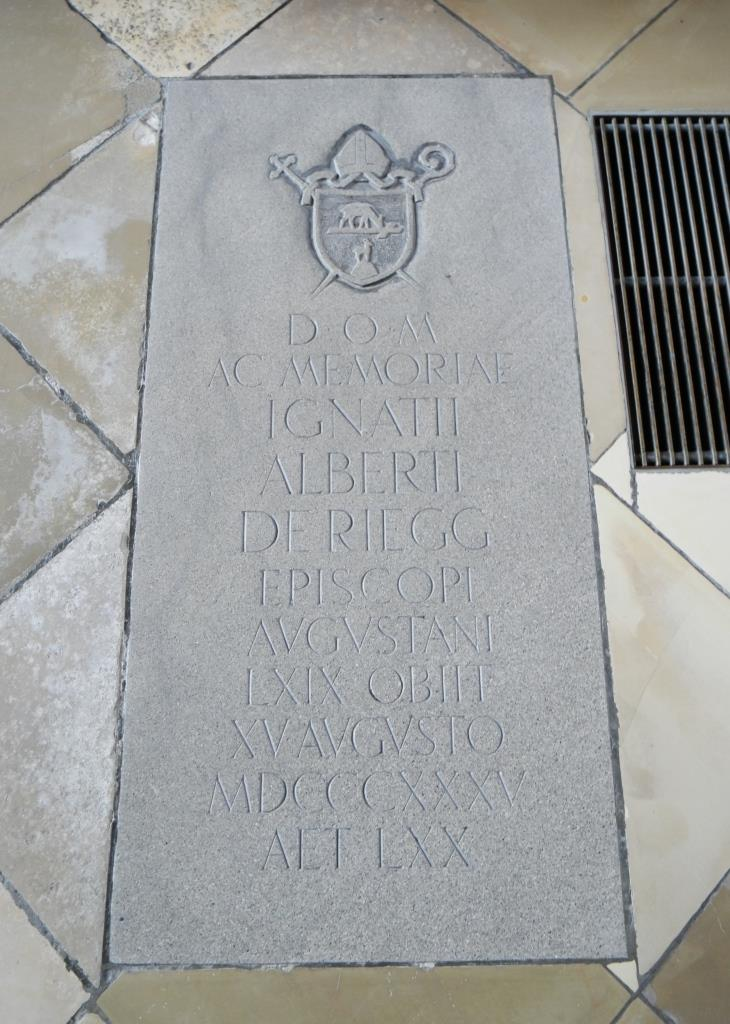
Grab von Ignaz Albert von Rieggs im Hohen Dom

Während einer langwährenden Visitationsreise, die den Bischof auch nach Österreich und in die Schweiz führte, erkrankte Riegg. Vergebens suchte er Heilung in Bad Gastein. Der Bischof starb am 15. August 1836. Die großartige Leichenfeier, der ein dreitägiges Geläute aller Glocken der Stadt folgte, fand vier Tage später statt. Die protestantischen Geistlichen brachten dem Verstorbenen, der sich während seiner Amtszeit um Entspannung zwischen den beiden großen Konfessionen bemühte, ihren Dank zum Ausdruck, indem sie der feierlichen Beerdigung in ihrer Amtstracht beiwohnten. Der Bischof wurde vor der Gertrudenkapelle im Hohen Dom von Augsburg beigesetzt.

## Werke
- Hirtenbrief des Bischofes von Augsburg, Ignaz Albert v. Riegg, an alle Gläubigen seines Bisthumes nach vollendeter Diözesan-Visitation, Augsburg 1832.